# Трав'янчик вохристий
Трав'янчик вохристий (Amytornis textilis) — вид горобцеподібних птахів з родини малюрових (Maluridae).

## Поширення
Ендемік Австралії. Історично вид траплявся на значній території на заході й півдні країни. У 20-му столітті ареал виду значно зменшився й розділився на дві віддалені субпопуляції: в Західній Австралії навколо затоки Шарк і в Південній Австралії у горах Голер. Мешкає в чагарниковому буші.

## Опис
Невеликий наземний птах, вагою 20—27 г. Верхня частина тіла сіро-коричнева зі світлими прожилками. Нижня частина біла з рудуватими боками.

## Підвиди
Визнані підвиди:
- A. t. textilis (Dumont, 1824) — Західна Австралія
- †A. t. macrourus (Gould, 1847) — вимерлий, Південно-Західна Австралія
- A. t. myall (Mathews, 1916) — Південна Австралія

Непідтверджені підвиди:
- †A. t. carteri (Mathews, 1917) — вимер, острів Дерк-Хартог
- †A. t. giganturus (Milligan, 1901) — вимер, траплявся у північних внутрішніх регіонах.